# Байди (Підкарпатське воєводство)
Байди (пол. Bajdy) — село в Польщі, у гміні Вояшувка Кросненського повіту Підкарпатського воєводства.
Населення — 668 осіб (2011).
У 1975-1998 роках село належало до Кросненського воєводства.

## Демографія
Демографічна структура станом на 31 березня 2011 року:
|          | Загалом | Допрацездатний вік | Працездатний вік | Постпрацездатний вік |
| -------- | ------- | ------------------ | ---------------- | -------------------- |
| Чоловіки | 332     | 66                 | 236              | 30                   |
| Жінки    | 336     | 69                 | 192              | 75                   |
| Разом    | 668     | 135                | 428              | 105                  |